# دافي دونكان
دافي دونكان (بالإنجليزية: Davie Duncan)‏ (21 نوفمبر 1921 في المملكة المتحدة - 1991) هو لاعب كرة قدم بريطاني (وحمل سابقاً جنسية المملكة المتحدة لبريطانيا العظمى وأيرلندا) في مركز جناح ‏. شارك مع منتخب اسكتلندا لكرة القدم. أما مع النوادي، فقد لعب مع ريث روفرز ونادي بريتشين سيتي ونادي سلتيك ونادي كرو ألكساندرا ونادي إيست فيف ورابطة كرة القدم الاسكتلندية الحادية عشر ‏.

## وصلات خارجية
- دافي دونكان على موقع ناشيونال فوتبول تيمز (الإنجليزية)